# Диксиленд (джаз)
Диксиленд (англ. Dixieland, від неформальної назви американського Півдня Dixie) — назва джазових ансамблів новоорлеанського стилю, в яких грали білі музиканти. Через расову дискримінацію, що існувала в джазі до другої половини 1930-х років, білі музиканти виступали проти того, щоб їхні колективи називалися новоорлеанськими, оскільки це поставило б їх поряд з негритянськими оркестрами, які грали в тому ж стилі.
Спочатку такі ансамблі не відрізнялися від негритянських ні за манерою виконання, ні за інструментальним складом. Пізніше, в диксиленді ширше, ніж у негритянських ансамблях, почали використовувати елементи європейської композиторської техніки. Змінилася манера звуковидобування, мелодична лінія стала плавнішою.
Для диксиленду характерний ритм ту біт з акцентами на другій і четвертій долі.

## Представники діксіленду
- Нік Ларокка, трубач та лідер ансамблю «Original Dixieland Jass Band» з Нового Орлеана
- Тоні Альмеріко, трубач
- «The Dukes of Dixieland», ансамбль з Нового Орлеана
- Едді Кондон, гітарист з Нью-Йорка
- Терк Мерфі, тромбоніст із Сан-Франциско
- Ел Гірт, трубач з Нового Орлеана
- Піт Фонтейн, кларнетист з Нового Орлеана
- Ворд Кімбелл, лідер «Firehouse Five Plus Two»
- Кенні Болл, британський трубач, автор композиції «Midnight in Moscow»
- Джим Каллам, корнетист із Сан-Франциско
- Тім Лофін, кларнетист із Нового Орлеана